# Skye Fitzgerald
Skye Fitzgerald (* 4. April 1970) ist ein US-amerikanischer Filmemacher und Dokumentarfilmer aus Happy Valley in Oregon.

## Leben
Fitzgerald wuchs im Osten Oregons in rustikaler Umgebung auf. Ab seinem 13. Lebensjahr lebte er in seiner Jugend mit seinen Eltern ohne Strom und fließendes Wasser. Er studierte an der Eastern Oregon University Theaterwissenschaften, um  Theaterregisseur zu werden. Nach seinem Bachelor-Abschluss studierte er an der University of Oregon und kam über einen Kurs zu Fernsehregie zum Fernsehen. Er graduierte zum Master of Fine Art in Theater. Er wurde Kameramann für Fernsehdokumentarfilme. Er koproduzierte einen Film über den Teenager-Sex-Handel in Kambodscha und kam so in Kontakt mit dem asiatischen Land.
Fitzgerald arbeitete zwischenzeitlich unter anderem als Lehrer für Videoproduktion an der Gervais High School.
Er gründete seine Produktionsfirma Spin Film im Jahr 2004.
Im Jahr 2006 erhielt er ein Fulbright Research Scholar-Stipendium und konnte so seinen ersten Dokumentarfilm, Bombhunters, erstellen, der sich mit Blindgängern und ihre traumatische Wirkung auf die Bevölkerung in Kambodscha befasste.
Fitzgerald ist verheiratet mit Patti Duncan, einer Professorin für Frauenstudien an der Oregon State University. Zusammen mit ihr machte er den 2009 veröffentlichten Dokumentarfilm Finding Face, der eine kambodschanische Jugendliche porträtiert, deren Gesicht durch einen Säureangriff entstellt ist.
2015 kam mit 50 Feet from Syria der erste Teil einer geplanten Dokumentarfilmtrilogie heraus, die von einem identischen Team von Freiwilligen gemacht werden. In 50 Feet from Syria steht der syrisch-amerikanischer Arzt Hisham Bismar in seinem Freiwilligeneinsatz in einem türkischen Krankenhaus nahe der syrischen Grenze, wo er Kriegsopfern hilft, im Mittelpunkt.
Der zweite Teil der geplanten Dokumentar-Trilogie ist der im Jahr 2018 erschienene, Oscar-nominierte Kurzfilm Lifeboat über eine Sea-Watch-Crew beim Flüchtlingsrettungseinsatz im Mittelmeer im Jahr 2016.

## Auszeichnungen
Sein Dokumentarfilm Finding Face gewann auf dem San Diego Asian Film Festival den Preis für die Beste Dokumentation.
Auf  dem DOXA Documentary Film Festival gewann sein Dokumentar-Kurzfilm 50 feet from Syria den Preis für den Besten Dokumentar-Kurzfilm.
Für seinen Dokumentarfilm Lifeboat wurde Fitzgerald zusammen mit Bryn Mooser im Jahr 2019 für einen Oscar in der Kategorie „Bester Dokumentar-Kurzfilm“ nominiert. Der Film gewann bereits Kurzfilmpreise auf dem BendFilm Festival, dem Crested Butte Film Festival, dem Telluride Mountainfilm Festival, dem Woodstock Film Festival und wurde auf dem Traverse City Film Festival lobend erwähnt.
2020 erschien mit Hunger Ward der dritte Teil seiner Dokumentarfilm-Trilogie. Er handelt von der Hungersnot in Jemen und zeigt den Einsatz zweier Frauen im Kampf gegen die Mangelernährung der Kinder. Für diesen Film wurde er erneut für einen Oscar nominiert.

## Filmografie
- 2006: Bombhunters
- 2009: Finding Face (Ko-Regisseur)
- 2015: 50 feet from Syria
- 2018: 101 Seconds
- 2018: Lifeboat
- 2020: Hunger Ward